# Барій
Ба́рій (англ. barium; нім. Barium) — хімічний елемент. Назва походить від бариту в якому вперше знайдений цей елемент. Символ Ва, ат. н. 56, ат. маса 137,33. належить до групи лужноземельних металів, зустрічається в природі у вигляді карбонату барію і сульфату барію. Барій — м'який сріблясто-білий метал, густина 3760 кг/м³. Хімічно дуже активний. Відносно розповсюджений елемент — його кларк становить 5·10−2 % за масою.
Найвідоміший мінерал — барит. Розвідані запаси бариту - близько 740 млн т., загальні запаси — більш ніж 2 млрд т. Крім того, барій містять бабефіт, анандит, бариліт, бенітоїт, верпланкіт та інші мінерали.

## Історія
Ще на початку 17 століття було відомо, що важкий шпат має властивість фосфоресценції — після знаходження на сонці тривалий час, він починає світитись у темряві. Ймовірно, ще у 1612 році про це було відомо Галілею, проте більш відомим це явище стало після того, як його відкрив у 1630 болонський чоботар і алхімік Вінченцо Каскаріоло у спробі добути з нього золото. Ефект посилювався при прожарюванні мінералу з вугіллям. Світяща форма важкого шпату стала відома під назвою «болонський камінь», «болонський самоцвіт» або «болонський фосфор» (остання назва з'явилася пізніше, після відкриття фосфору у 1669). Зараз відомо, що світіння спричинене наявністю сульфіду барію BaS.
Оксид барію BaO був отриманий у 1774 р. Карлом Шеєле і Йоганом Ганом при дослідженні бариту — землі, яка була виділена ними з важкого шпату. У 1808 році англійський хімік Гамфрі Деві електролізом вологого гідроксиду барію з ртутним катодом отримав амальгаму барію; після випаровування ртуті при нагріванні він виділив металевий барій.
Назва барію походить від назви землі, в якій він був знайдений — бариту. Її ж назва, своєю чергою, походить від грецького грец. βαρος — важкий. Зараз назва барит закріпилася за самим мінералом, сульфатом барію. 
Деякий час елемент називали баритіумом, проте пізніше зафіксувалася скорочена форма. У 19 столітті Едвард Кларк пропонував змінити назву барію, оскільки сам цей метал був порівняно легким. Він пропонував назву "плутоній" для цього елементу (на честь римського бога підземного світу), проте пропозиція не знайшла підтримки у науковому товаристві.

## Фізичні властивості

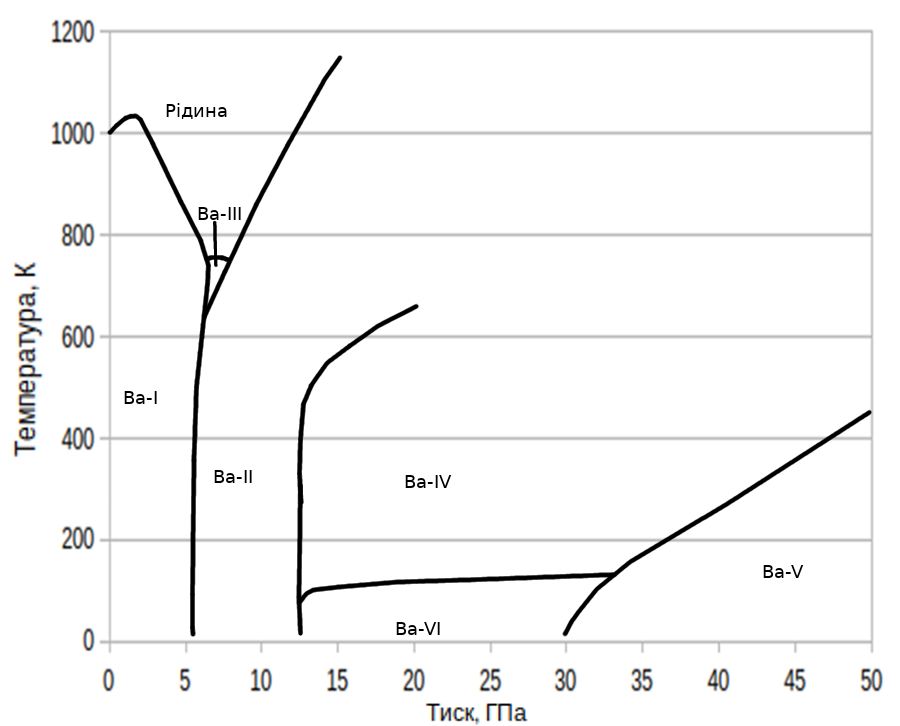
Фазова діаграма барію

Барій у вільному стані — сріблясто-жовтий метал, проте на повітрі швидко вкривається сірою оксидною плівкою. Температура плавлення — 727±3 °C, кипіння 1897 °C. Густина за нормальних умов — 3,62 г/см³, рідкого барію при температурі плавлення — 3,325 г/см³. Енергії іонізації перших чотирьох електронів: 5,21; 10,004; 35,844; 47.03 еВ. 
Барій має об'ємноцентровану кубічну ґратку з періодом 5.019 ангстрем у всьому діапазоні температур. Проте з підвищенням тиску він змінює свою структуру: при тиску 5,5 ГПа він переходить з об'ємноцентрованої кубічної ґратки до гексагональної щільноупакованої (Ba-II), а при тиску 12 ГПа — до фази Ba-IV, що має складну структуру типу хазяїн-гість. Фактично, під Ba-IV маються на увазі чотири різні фази (що позначають від Ba-IVa до Ba-IVd), що переходять одна в одну при зміні тиску, і всі мають складні структури, елементарні ячейки яких складаються з десятків (до сотні) атомів. Деякий час помилково вважалося, що фаза Ba-III існує при тиску від 8 до 12 ГПа, проте подальші дослідження виявили, що це не так, і ця фаза, ймовірно, існує лише у вузькому діапазоні тисків і температур (5-7 ГПа, 700-800 К) і має гранецентровану кубічну ґратку. Ba-IV при температурі нижче 100К переходить у фазу Ba-VI, що має орторомбічну ґратку. При тиску 30 ГПа Ba-VI а при тиску 45 ГПа Ba-IV переходять у фазу Ba-V, що також має гексагональну щільноупаковану ґратку..
Модуль Юнга — 12,8 ГПа, твердість за Брінеллем — 42 МПа, по шкалі Мооса — 2, модуль зсуву — 5,0 ГПа. Швидкість звуку в барії — 1620 м/с.
Питомий опір — 30,2×10-8 Ом·м. Переходить в надпровідний стан при 1.8К і тиску 5 ГПа.

## Ізотопи
Природний барій є сумішшю семи ізотопів, шість з яких стабільні, а ще один має дуже великий період напіврозпаду:
| Атомна маса | Концентрація | Період напіврозпаду |
| ----------- | ------------ | ------------------- |
| 130         | 0,106 %      | ∞                   |
| 132         | 0,101 %      | > 3×1021 років      |
| 134         | 2,417 %      | ∞                   |
| 135         | 6,592 %      | ∞                   |
| 136         | 7,854 %      | ∞                   |
| 137         | 11,232 %     | ∞                   |
| 138         | 71,698 %     | ∞                   |

Штучно було отримано ще 43 ізотопи барію з масовими числами від 112 до 153, 8 з яких — метастабільні. З ізотопів, що не зустрічаються в природі, найдовший період напіврозпаду має 133Ba — 10,551 року.
Ізотоп барію 114Ba — найлегший відомий ізотоп, що зазнає кластерного розпаду.

## Отримання
Добувають металевий барій нагріванням його оксиду BaO з відновниками типу алюмінію чи силіцію у вакуумі:
{\displaystyle \mathrm {3BaO+2Al{\xrightarrow {1100-1200^{o}C}}\ 3Ba+Al_{2}O_{3}} }
{\displaystyle \mathrm {3BaO+Si{\xrightarrow {1200^{o}C}}\ 2Ba+BaSiO_{3}} }
Іншим варіантом є електроліз розплавленої суміші хлоридів барію та калію.
{\displaystyle \mathrm {BaCl_{2}{\xrightarrow {electrolysis}}\ Ba+Cl_{2}\uparrow } }
Також застосовується синтез шляхом термічного розкладання оксигенвмісних сполук барію:
{\displaystyle \mathrm {Ba(OH)_{2}{\xrightarrow {780-800^{o}C}}\ BaO+H_{2}O} }
{\displaystyle \mathrm {2BaSO_{4}{\xrightarrow {>1580^{o}C}}2BaO+2SO_{2}+O_{2}} }
{\displaystyle \mathrm {2Ba(NO_{3})_{2}{\xrightarrow {620-670^{o}C}}2BaO+4NO_{2}+O_{2}} }

## Застосування
Барій застосовують у техніці високого вакууму, сполуки барію — у ядерній техніці, піротехніці, у сплавах, фарбах, безпечних сірниках, зі стронцієм утворює емісійну поверхню електронно-променевих трубок. Сульфат барію застосовується в медицині як суспензія («баріумна каша» при рентгенівському дослідженні шлунка). Також барій використовують для виготовлення високотемпературних надпровідників з кераміки оксидів ітрію-барію-міді.